# Nefarious Dismal Orations
Nefarious Dismal Orations (v překladu Hanebné proslovy) je čtvrté studiové album kolumbijsko-americké black metalové skupiny Inquisition z roku 2007, které vyšlo u německého vydavatelství No Colours Records. Vyšlo jako vinylové LP, CD, audiokazeta.

## Seznam skladeb
1. Ancient Monumental War Hymn  – 05:43
2. Nocturnal Gatherings and Wicked Rites  – 05:37
3. Strike of the Morning Star  – 05:03
4. Through the Infinite Sphere Our Majesty Shall Rise  – 05:36
5. Infernal Evocation of Torment – 02:56
6. Where Darkness Is Lord and Death the Beginning – 07:20
7. Nefarious Dismal Orations – 04:11
8. Enter the Cult – 03:38
9. Before the Symbol of Satan We Bow and Praise – 05:57

## Sestava
- Dagon – vokály, kytara
- Incubus – bicí